# Audi 50
L'Audi 50, également connue sous la désignation Typ 86 par la marque NSU, est une citadine trois portes (avec hayon), produite de 1974 à 1978 par le constructeur allemand Audi et dessinée par Claus Luthe et Marcello Gandini en collaboration avec la maison italienne Bertone.

## Historique du modèle

### Général

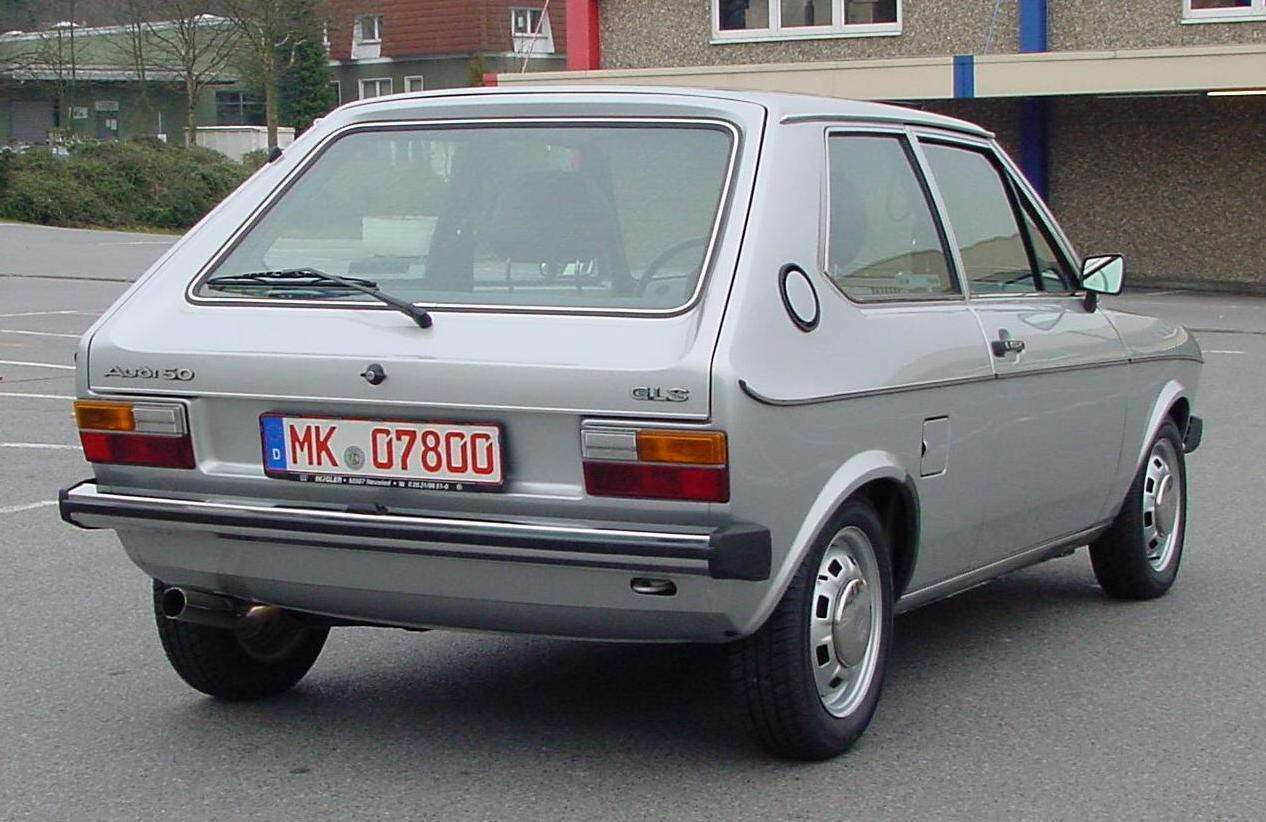
Audi 50 GLS (1976–1978).

L'Audi 50 est considérée comme ayant eu l'un des processus de développement les plus rapides de l'histoire de l'automobile : il n'a fallu que 21 mois entre la conception et le premier véhicule de production. Présentée le 26 octobre 1974, cette voiture est la quasi sœur jumelle de la première génération de Volkswagen Polo, qui sortira six mois plus tard.
À la base elle, était connue sous le nom de projet NSU K 50, cela devait être une successeur de la NSU Prinz.
La voiture avec un moteur d'une cylindrée de 1 093 cm³, une puissance de 37 kW (50 ch) et conçu pour de l'essence ordinaire était disponible en tant qu'Audi 50 LS. Avec un meilleur équipement, elle s'appelait l'Audi 50 GL et elle avait un moteur à compression plus élevée, 44 kW (60 ch), nécessitant de l'essence super.
En août 1976, l'Audi 50 GLS remplacera la GL. Les LS pourront être commandées en option avec le moteur de 60 chevaux.
En août 1977, la variante plus puissante avec un moteur de 1,3 L (1 272 cm3) et 44 kW a été conçu pour l'essence ordinaire.
Avec un équipement simple et un moteur plus petit, la Volkswagen Polo est arrivée sur le marché au printemps 1975 en tant que version économique de l'Audi 50. Son moteur développait 29 kW (40 ch) à partir d'une cylindrée de 900 cm³, la course avait été réduite de 72 à 59 mm. Au lieu d'un starter automatique sur le carburateur, comme dans l'Audi, il y avait un starter à commande manuelle. La Polo n'avait que des freins à tambour sur l'essieu avant et des pneus radiaux en standard.
Ce n'est que l'année suivante que des moteurs plus puissants et un meilleur équipement étaient disponibles pour la Polo. La version tricorps, la Derby, également développée chez Audi à Ingolstadt, a été ajoutée à la gamme Polo, elle était encore en construction début 1977.

### Carrière et succession
Pour des raisons de marketing stratégique, la production de l'Audi 50 cessera en juillet 1978 après seulement quatre ans et 180 828 unités produites. Un lifting prévu, qui devait rapprocher l'Audi 50 de l'Audi 100 et de la nouvelle Audi 80, n'a pas été mis en œuvre car Audi était censé desservir les catégories des grande routière et supérieure du groupe Volkswagen.
Après l'arrêt de la production de l'Audi 50, il a fallu 21 ans à Audi pour produire à nouveau une petite voiture avec l'Audi A2, et 32 ans jusqu'à ce qu'il y ait une autre Audi sur une plate-forme partagée avec la Polo, à savoir l'Audi A1 sur la plate-forme PQ25/A05.

### Aujourd'hui
Seules quelques Audi 50 ont survécu jusqu'à ce jour : par exemple, en 2005, seules 558 Audi 50 étaient immatriculées en Allemagne. Cela est dû au manque de protection contre la rouille et à l'utilisation de tôle d'acier recyclées avec une teneur en cuivre relativement élevée qui était utilisée dans certains cas, à l'instar de la Volkswagen Golf I et de la Passat, et qui avait tendance à la corrosion intergranulaire après quelques années.

### Lieu de production
Les Audi 50 seront principalement produites sur le site de Volkswagen à Wolfsbourg, mais également dans l'ancienne usine de NSU à Neckarsulm, avec une production totale de 180.812 exemplaires.

### Tarifs
En septembre 1974, la voiture neuve pouvait être achetée au prix de 8.400 à 8.900 Deutsche Mark (l'équivalent actuel de 12.000 € en tenant compte de l'inflation).

## Caractéristiques

### Gammes et finitions
La 50 était disponible en uniquement 3 versions différentes :
- LS (1974 - 1978) : moteur HB (1,1 L, 50 ch) ; moteur  HB de 60 ch disponible en option à partir de 1976
- GL (1974 - 1976) : moteur HB (1,1 L, 60 ch)
- GLS (1976 - 1978) : moteur HC (1,3 L, 60 ch)

### Mécanique
|                                              | Audi 50 LS | Audi 50 GL | Audi 50 GLS |
| -------------------------------------------- | --- | --- | --- |
| Moteur                                       | Essence, 4 cylindres en ligne transversal droit, 4 temps, simple arbre à cames en tête, entraîné par une courroie crantée (capacité de 3,5 L d'huile)                                                  | Essence, 4 cylindres en ligne transversal droit, 4 temps, simple arbre à cames en tête, entraîné par une courroie crantée (capacité de 3,5 L d'huile)                                                  | Essence, 4 cylindres en ligne transversal droit, 4 temps, simple arbre à cames en tête, entraîné par une courroie crantée (capacité de 3,5 L d'huile)                                                  |
|                                              | | | |
| Puissance                                    | 50 ch (37 kW) - 6CV 60 ch (44 kW) - 6CV (en option dès 1976) | 60 ch (44 kW) - 6CV | 60 ch (44 kW) - 6CV |
| Cylindrée                                    | 1 093 cm³ (1,1 L) | 1 093 cm³ (1,1 L) | 1 272 cm³ (1,3 L) |
| Couple                                       | 75,5 N m | 75,5 N m | 83,4 N m |
| Vitesse maxi                                 | 132 km/h | 132 km/h | 152 km/h |
| Alésage + course                             | 69,5 x 72 mm | 69,5 x 72 mm | 69,5 x 72 mm |
| Alimentation                                 | Carburateur Solex simple corps ; Réservoir à carburant : 36 litres | Carburateur Solex simple corps ; Réservoir à carburant : 36 litres | Carburateur Solex simple corps ; Réservoir à carburant : 36 litres |
| Allumage                                     | Système d'allumage par batterie, bobine, allumeur avec avance centrifuge et à dépression et bougie. Ordre d'allumage : 1-3-4-2 ; Batterie : 12 V - 36 Ah                                               | Système d'allumage par batterie, bobine, allumeur avec avance centrifuge et à dépression et bougie. Ordre d'allumage : 1-3-4-2 ; Batterie : 12 V - 36 Ah                                               | Système d'allumage par batterie, bobine, allumeur avec avance centrifuge et à dépression et bougie. Ordre d'allumage : 1-3-4-2 ; Batterie : 12 V - 36 Ah                                               |
| Refroidissement                              | Refroidi par eau de radiateur (capacité de 6,5 L) avec ventilateur électrique | Refroidi par eau de radiateur (capacité de 6,5 L) avec ventilateur électrique | Refroidi par eau de radiateur (capacité de 6,5 L) avec ventilateur électrique |
| Embrayage, Boîte de vitesses et Transmission | Embrayage à diaphragme, monodisque fonctionnant à sec Boîte de vitesses manuelle à 4 rapports synchronisés, plus marche arrière (capacité de 2,35 L d'huile) Transmission aux roues avant par 2 arbres | Embrayage à diaphragme, monodisque fonctionnant à sec Boîte de vitesses manuelle à 4 rapports synchronisés, plus marche arrière (capacité de 2,35 L d'huile) Transmission aux roues avant par 2 arbres | Embrayage à diaphragme, monodisque fonctionnant à sec Boîte de vitesses manuelle à 4 rapports synchronisés, plus marche arrière (capacité de 2,35 L d'huile) Transmission aux roues avant par 2 arbres |
| Train avant et arrière                       | Roues avant indépendantes motrices ; Train arrière à bras longitudinaux couplés | Roues avant indépendantes motrices ; Train arrière à bras longitudinaux couplés | Roues avant indépendantes motrices ; Train arrière à bras longitudinaux couplés |
| Suspension                                   | Ressorts hélicoïdaux et amortisseurs hydrauliques type MacPherson + barres stabilisatrices | Ressorts hélicoïdaux et amortisseurs hydrauliques type MacPherson + barres stabilisatrices | Ressorts hélicoïdaux et amortisseurs hydrauliques type MacPherson + barres stabilisatrices |
| Roues et pneumatiques                        | 145 SR 13 | 145 SR 13 | 155 SR 13 |
| Direction                                    | Crémaillère à denture hélicoïdale, avec colonne de direction de sécurité par tube déboîtable. Diamètre de braquage de 9,60 m                                                                           | Crémaillère à denture hélicoïdale, avec colonne de direction de sécurité par tube déboîtable. Diamètre de braquage de 9,60 m                                                                           | Crémaillère à denture hélicoïdale, avec colonne de direction de sécurité par tube déboîtable. Diamètre de braquage de 9,60 m                                                                           |
| Freins                                       | Avant : disques ; Arrière : tambours. Frein à pied hydraulique, 2 circuits en X. Frein à main par câble agissant aux roues arrière                                                                     | Avant : disques ; Arrière : tambours. Frein à pied hydraulique, 2 circuits en X. Frein à main par câble agissant aux roues arrière                                                                     | Avant : disques ; Arrière : tambours. Frein à pied hydraulique, 2 circuits en X. Frein à main par câble agissant aux roues arrière                                                                     |
| Dimensions non cité dans l'infobox           | Porte-à-faux AV et AR : 0,603 - 0,588 ; PTAC : 1,100 T ; PTRA : 1,750 T | Porte-à-faux AV et AR : 0,603 - 0,588 ; PTAC : 1,100 T ; PTRA : 1,750 T | Porte-à-faux AV et AR : 0,603 - 0,588 ; PTAC : 1,100 T ; PTRA : 1,750 T |

### Carrosserie
L'Audi 50 a été dessinée par les designers allemand Claus Luthe et italien Marcello Gandini en collaboration avec le carrossier italien Bertone.

Elle n'a été proposée qu'en version 3 portes.

## Quantité voitures fabriquées
180 822 unités de l'Audi 50 ont été produites:
| Année    | 1973 | 1974   | 1975   | 1976   | 1977   | 1978  | 1979 |
| -------- | ---- | ------ | ------ | ------ | ------ | ----- | ---- |
| Quantité | -    | 22.146 | 84.343 | 53.536 | 15.584 | 5.213 | -    |